# Vejle Amtskreds
Vejle Amtskreds var en amtskreds omfattende Vejle Amt. Kredsen blev nedlagt ved Strukturreformen i 2007, hvorefter området deltes mellem Sydjyllands, Østjyllands og Vestjyllands Storkredse.
Amtskredsen var fra 1971 inddelt i følgende opstillingskredse, med deres bestanddelskommuner i parentes:
- Fredericiakredsen (bestående af Børkop og Fredericia Kommuner)
- Koldingkredsen (bestående af Kolding, Lunderskov, og Vamdrup Kommuner)
- Vejlekredsen (bestående af Jelling og Vejle Kommuner)
- Givekredsen (bestående af Brædstrup, Egtved, Give, og Nørre-Snede Kommuner)
- Juelsmindekredsen (bestående af Hedensted, Juelsminde, og Tørring-Uldum Kommuner)
- Horsenskredsen (bestående af Gedved og Horsens Kommuner)

Fra 1920 frem til 1970 bestod amtskredsen af følende opstillingskredse:
- Fredericiakredsen
- Koldingkredsen
- Vejlekredsen
- Givekredsen
- Bjerrekredsen
- Vonsildkredsen

## Valgresultater 1971 - 2005

### Folketingsvalget 2005
| Liste                               | Stemmer | Stemmer | +/-     | Mandater | +/-     | Valgte                                                             |
| ----------------------------------- | ------- | ------- | ------- | -------- | ------- | ------------------------------------------------------------------ |
| V. Venstre, Danmarks Liberale Parti | 75.267  | 34,1 %  | - 0,6   | 4        | -       | Eva Kjer Hansen, Troels Lund Poulsen, Jens Vibjerg, Irene Simonsen |
| A. Socialdemokratiet                | 51.363  | 23,3 %  | - 4,2   | 3        | -       | Jan Trøjborg, Karen J. Klint, Lissa Mathiasen                      |
| O. Dansk Folkeparti                 | 33.052  | 15,0 %  | + 1,3   | 2        | -       | Jørn Dohrmann, Hans Kristian Skibby                                |
| C. Det Konservative Folkeparti      | 19.271  | 8,7 %   | + 0,8   | 1        | -       | Flemming Hansen                                                    |
| B. Det Radikale Venstre             | 15.533  | 7,0 %   | + 3,0   | 1        | -       | Elsebeth Gerner Nielsen                                            |
| F. Socialistisk Folkeparti          | 13.914  | 6,3 %   | + 0,4   | 1        | -       | Villy Søvndal                                                      |
| K. Kristendemokraterne              | 5.132   | 2,3 %   | - 0,5   |          | -       |                                                                    |
| Ø. Enhedslisten - De Rød-Grønne     | 4.615   | 2,1 %   | + 0,8   |          | -       |                                                                    |
| D. Centrum-Demokraterne             | 2.007   | 0,9 %   | - 0,6   |          | -       |                                                                    |
| M. Minoritetspartiet                | 523     | 0,2 %   | ny      |          | ny      |                                                                    |
| Kandidater udenfor partierne        | 105     | 0,1 %   | - 0,0   |          | -       |                                                                    |
| Gyldige stemmer i alt               | 220.782 | 220.782 | 220.782 | 220.782  | 220.782 | 220.782                                                            |
| Afgivne stemmer i alt               | 222.559 | 222.559 | 222.559 | 222.559  | 222.559 | 222.559                                                            |
| Valgdeltagelse                      | 84,4 %  | 84,4 %  | - 3,1   | - 3,1    | - 3,1   | - 3,1                                                              |

Kilde

### Folketingsvalget 2001
| Liste                               | Stemmer | Stemmer | +/-     | Mandater | +/-     | Valgte                                                             |
| ----------------------------------- | ------- | ------- | ------- | -------- | ------- | ------------------------------------------------------------------ |
| V. Venstre, Danmarks Liberale Parti | 78.327  | 34,7 %  | + 6,8   | 4        | + 1     | Eva Kjer Hansen, Troels Lund Poulsen, Jens Vibjerg, Irene Simonsen |
| A. Socialdemokratiet                | 62.099  | 27,5 %  | - 7,7   | 3        | - 1     | Jan Trøjborg, Karen J. Klint, Lissa Mathiasen                      |
| O. Dansk Folkeparti                 | 31.043  | 13,7 %  | + 5,4   | 2        | + 1     | Jørn Dohrmann, Karina Sørensen                                     |
| C. Det Konservative Folkeparti      | 17.793  | 7,9 %   | + 0,7   | 1        | -       | Flemming Hansen                                                    |
| F. Socialistisk Folkeparti          | 13.381  | 5,9 %   | - 1,5   | 1        | -       | Villy Søvndal                                                      |
| B. Det Radikale Venstre             | 9.036   | 4,0 %   | + 0,9   | 1        | -       | Elsebeth Gerner Nielsen                                            |
| Q. Kristeligt Folkeparti            | 6.396   | 2,8 %   | - 0,3   |          | -       |                                                                    |
| D. Centrum-Demokraterne             | 3.342   | 1,5 %   | - 2,9   |          | - 1     |                                                                    |
| Ø. Enhedslisten                     | 2.888   | 1,3 %   | - 0,3   |          | -       |                                                                    |
| Z. Fremskridtspartiet               | 1.347   | 0,6 %   | - 0,9   |          | -       |                                                                    |
| Kandidater udenfor partierne        | 122     | 0,1 %   | + 0,1   |          | -       |                                                                    |
| Gyldige stemmer i alt               | 225.774 | 225.774 | 225.774 | 225.774  | 225.774 | 225.774                                                            |
| Afgivne stemmer i alt               | 228.233 | 228.233 | 228.233 | 228.233  | 228.233 | 228.233                                                            |
| Valgdeltagelse                      | 87,5 %  | 87,5 %  | + 1,7   | + 1,7    | + 1,7   | + 1,7                                                              |

Kilde

### Folketingsvalget 1998
| Liste                               | Stemmer | Stemmer | +/-     | Mandater | +/-     | Valgte                                                      |
| ----------------------------------- | ------- | ------- | ------- | -------- | ------- | ----------------------------------------------------------- |
| A. Socialdemokratiet                | 77.862  | 35,2 %  | + 1,6   | 4        | -       | Jan Trøjborg, Karen J. Klint, Lissa Mathiasen, Poul Nielson |
| V. Venstre, Danmarks Liberale Parti | 61.626  | 27,9 %  | + 0,3   | 3        | -       | Eva Kjer Hansen, Anders Mølgaard Jensen, Jens Vibjerg       |
| O. Dansk Folkeparti                 | 18.435  | 8,3 %   | ny      | 1        | ny      | Birthe Skaarup                                              |
| F. Socialistisk Folkeparti          | 16.367  | 7,4 %   | + 0,1   | 1        | -       | Villy Søvndal                                               |
| C. Det Konservative Folkeparti      | 15.826  | 7,2 %   | - 6,2   | 1        | - 1     | Flemming Hansen                                             |
| D. Centrum-Demokraterne             | 9.630   | 4,4 %   | + 1,9   | 1        | -       | Sonja Albrink                                               |
| Q. Kristeligt Folkeparti            | 6.946   | 3,1 %   | + 0,8   |          | -       |                                                             |
| B. Det Radikale Venstre             | 6.935   | 3,1 %   | - 1,0   | 1        | -       | Elsebeth Gerner                                             |
| Ø. Enhedslisten - De Rød-Grønne     | 3.453   | 1,6 %   | - 0,1   |          | - 1     |                                                             |
| Z. Fremskridtspartiet               | 3.407   | 1,5 %   | - 5,1   |          | - 1     |                                                             |
| U. Demokratisk Fornyelse            | 589     | 0,3 %   | ny      |          | ny      |                                                             |
| Kandidater udenfor partierne        | 105     | 0,0 %   | - 0,1   |          | -       |                                                             |
| Gyldige stemmer i alt               | 221.181 | 221.181 | 221.181 | 221.181  | 221.181 | 221.181                                                     |
| Afgivne stemmer i alt               | 222.868 | 222.868 | 222.868 | 222.868  | 222.868 | 222.868                                                     |
| Valgdeltagelse                      | 85,8 %  | 85,8 %  | + 1,4   | + 1,4    | + 1,4   | + 1,4                                                       |

Kilde

### Folketingsvalget 1994
| Liste                               | Stemmer | Stemmer | +/-     | Mandater | +/-     | Valgte                                                   |
| ----------------------------------- | ------- | ------- | ------- | -------- | ------- | -------------------------------------------------------- |
| A. Socialdemokratiet                | 72.326  | 33,6 %  | - 2,9   | 4        | - 1     | Jan Trøjborg, Torben Lund, Lissa Mathiasen, Poul Nielson |
| V. Venstre, Danmarks Liberale Parti | 61.010  | 28,4 %  | + 9,9   | 3        | + 1     | Eva Kjer Hansen, Anders Mølgaard Jensen, Jens Vibjerg    |
| C. Det Konservative Folkeparti      | 28.876  | 13,4 %  | - 2,3   | 2        | -       | Flemming Hansen, Pia Christmas-Møller                    |
| F. Socialistisk Folkeparti          | 15.767  | 7,3 %   |         | 1        | -       | Villy Søvndal                                            |
| Z. Fremskridtspartiet               | 14.059  | 6,6 %   | - 0,8   | 1        | -       | Kristian Thulesen Dahl                                   |
| B. Det Radikale Venstre             | 8.839   | 4,1 %   | + 1,1   | 1        | -       | Elsebeth Gerner                                          |
| D. Centrum-Demokraterne             | 5.389   | 2,5 %   | - 2,5   | 1        | -       | Sonja Albrink                                            |
| Q. Kristeligt Folkeparti            | 4.958   | 2,3 %   | - 1,0   |          | -       |                                                          |
| Ø. Enhedslisten - De Rød-Grønne     | 3.652   | 1,7 %   | + 0,9   | 1        | + 1     | Bent Hindrup Andersen                                    |
| Kandidater udenfor partierne        | 174     | 0,1 %   | ny      |          | ny      |                                                          |
| Gyldige stemmer i alt               | 215.050 | 215.050 | 215.050 | 215.050  | 215.050 | 215.050                                                  |
| Afgivne stemmer i alt               | 217.157 | 217.157 | 217.157 | 217.157  | 217.157 | 217.157                                                  |
| Valgdeltagelse                      | 84,4 %  | 84,4 %  | + 1,2   | + 1,2    | + 1,2   | + 1,2                                                    |

Kilde

### Folketingsvalget 1990
| Liste                               | Stemmer | Stemmer | +/-     | Mandater | +/-     | Valgte                                                                    |
| ----------------------------------- | ------- | ------- | ------- | -------- | ------- | ------------------------------------------------------------------------- |
| A. Socialdemokratiet                | 76.178  | 36,5 %  | + 6,6   | 5        | + 2     | Torben Lund, Jan Trøjborg, Lissa Mathiasen, Poul Nielson, Helen Jørgensen |
| V. Venstre, Danmarks Liberale Parti | 38.524  | 18,5 %  | + 4,4   | 2        | -       | Anders Mølgaard Jensen, Eva Kjer Hansen                                   |
| C. Det Konservative Folkeparti      | 32.673  | 15,7 %  | - 3,4   | 2        | -       | Pia Christmas-Møller, Flemming Hansen                                     |
| Z. Fremskridtspartiet               | 15.543  | 7,4 %   | - 2,7   | 1        | -       | Annette Just                                                              |
| F. Socialistisk Folkeparti          | 15.254  | 7,3 %   | - 3,6   | 1        | -       | Lilli Gyldenkilde                                                         |
| D. Centrum-Demokraterne             | 10.375  | 5,0 %   | + 0,3   | 1        | -       | Sonja Albrink                                                             |
| Q. Kristeligt Folkeparti            | 6.871   | 3,3 %   | + 0,4   |          | -       |                                                                           |
| B. Det Radikale Venstre             | 6.196   | 3,0 %   | - 1,9   | 1        | -       | Jens Bilgrav-Nielsen                                                      |
| P. Fælles Kurs                      | 2.814   | 1,3 %   | - 0,2   |          | -       |                                                                           |
| Ø. Enhedslisten                     | 1.637   | 0,8 %   | ny      |          | ny      |                                                                           |
| G. De Grønne                        | 1.510   | 0,7 %   | - 0,3   |          | -       |                                                                           |
| E. Danmarks Retsforbund             | 993     | 0,5 %   | ny      |          | ny      |                                                                           |
| Gyldige stemmer i alt               | 208.568 | 208.568 | 208.568 | 208.568  | 208.568 | 208.568                                                                   |
| Afgivne stemmer i alt               | 210.160 | 210.160 | 210.160 | 210.160  | 210.160 | 210.160                                                                   |
| Valgdeltagelse                      | 83,2 %  | 83,2 %  | - 3,2   | - 3,2    | - 3,2   | - 3,2                                                                     |

Kilde

### Folketingsvalget 1988
| Liste                               | Stemmer | Stemmer | +/-     | Mandater | +/-     | Valgte                                   |
| ----------------------------------- | ------- | ------- | ------- | -------- | ------- | ---------------------------------------- |
| A. Socialdemokratiet                | 64.058  | 29,9 %  | - 0,3   | 3        | - 1     | Torben Lund, Jan Trøjborg, Poul Nielson  |
| C. Det konservative Folkeparti      | 40.975  | 19,1 %  | - 2,1   | 2        | - 1     | Pia Christmas-Møller, Flemming Hansen    |
| V. Venstre, Danmarks liberale Parti | 30.179  | 14,1 %  | + 1,5   | 2        | -       | Jens Skrumsager Skau, Laue Traberg Smidt |
| F. Socialistisk Folkeparti          | 23.340  | 10,9 %  | - 1,4   | 1        | -       | Lilli Gyldenkilde                        |
| Z. Fremskridtspartiet               | 21.689  | 10,1 %  | + 4,7   | 1        | -       | Annette Just                             |
| B. Det radikale Venstre             | 10.477  | 4,9 %   | - 0,5   | 1        | -       | Jens Bilgrav-Nielsen                     |
| M. Centrum-Demokraterne             | 10.020  | 4,7 %   | - 0,1   | 1        | -       | Niels Bollmann                           |
| Q. Kristeligt Folkeparti            | 6.224   | 2,9 %   | - 0,3   |          | -       |                                          |
| P. Fælles Kurs                      | 3.119   | 1,5 %   | - 0,4   |          | -       |                                          |
| G. De Grønne                        | 2.205   | 1,0 %   | - 0,2   |          | -       |                                          |
| K. Danmarks kommunistiske Parti     | 1.359   | 0,6 %   | - 0,2   |          | -       |                                          |
| Y. Venstresocialisterne             | 515     | 0,2 %   | - 0,3   |          | -       |                                          |
| Gyldige stemmer i alt               | 214.160 | 214.160 | 214.160 | 214.160  | 214.160 | 214.160                                  |
| Afgivne stemmer i alt               | 215.648 | 215.648 | 215.648 | 215.648  | 215.648 | 215.648                                  |
| Valgdeltagelse                      | 86,4 %  | 86,4 %  | - 0,8   | - 0,8    | - 0,8   | - 0,8                                    |

Kilde

### Folketingsvalget 1987
| Liste                                         | Stemmer | Stemmer | +/-     | Mandater | +/-     | Valgte                                                      |
| --------------------------------------------- | ------- | ------- | ------- | -------- | ------- | ----------------------------------------------------------- |
| A. Socialdemokratiet                          | 64.963  | 30,2 %  | - 1,6   | 4        | + 1     | Torben Lund, Jan Trøjborg, Bernhardt Tastesen, Poul Nielson |
| C. Det konservative Folkeparti                | 45.776  | 21,2 %  | - 2,1   | 3        | -       | Pia Christmas-Møller, Bo Kristensen, Flemming Hansen        |
| V. Venstre, Danmarks liberale Parti           | 27.152  | 12,6 %  | - 2,7   | 2        | -       | Jens Skrumsager Skau, Britta Schall Holberg                 |
| F. Socialistisk Folkeparti                    | 26.595  | 12,3 %  | + 3,2   | 1        | -       | Lilli H. Gyldenkilde                                        |
| Z. Fremskridtspartiet                         | 11.647  | 5,4 %   | + 1,6   | 1        | + 1     | Annette Just                                                |
| B. Det radikale Venstre                       | 11.559  | 5,4 %   | + 0,4   | 1        | -       | Jens Bilgrav-Nielsen                                        |
| M. Centrum-Demokraterne                       | 10.235  | 4,8 %   | - 0,4   | 1        | -       | Niels Bollmann                                              |
| Q. Kristeligt Folkeparti                      | 6.907   | 3,2 %   | - 0,4   |          | -       |                                                             |
| P. Fælles Kurs                                | 3.990   | 1,9 %   | ny      |          | ny      |                                                             |
| G. De Grønne                                  | 2.505   | 1,2 %   | ny      |          | ny      |                                                             |
| K. Danmarks kommunistiske Parti               | 1.655   | 0,8 %   | + 0,4   |          | -       |                                                             |
| E. Danmarks Retsforbund                       | 1.062   | 0,5 %   | - 0,9   |          | -       |                                                             |
| Y. Venstresocialisterne                       | 1.031   | 0,5 %   | - 0,6   |          | -       |                                                             |
| H. Det Humanistiske Parti                     | 260     | 0,1 %   | ny      |          | ny      |                                                             |
| I. Internationalen-Socialistisk Arbejderparti | 58      | 0,0 %   | - 0,0   |          | -       |                                                             |
| L. Marxistisk-Leninistisk Parti               | 36      | 0,0 %   | - 0,0   |          | -       |                                                             |
| Gyldige stemmer i alt                         | 215.431 | 215.431 | 215.431 | 215.431  | 215.431 | 215.431                                                     |
| Afgivne stemmer i alt                         | 217.138 | 217.138 | 217.138 | 217.138  | 217.138 | 217.138                                                     |
| Valgdeltagelse                                | 87,2 %  | 87,2 %  | - 1,4   | - 1,4    | - 1,4   | - 1,4                                                       |

Kilde

### Folketingsvalget 1984-
| Liste                                         | Stemmer | Stemmer | +/-     | Mandater | +/-     | Valgte                                                |
| --------------------------------------------- | ------- | ------- | ------- | -------- | ------- | ----------------------------------------------------- |
| A. Socialdemokratiet                          | 67.409  | 31,8 %  | - 1,5   | 3        | - 1     | Henning Jensen, Torben Lund, Bernhardt Tastesen       |
| C. Det konservative Folkeparti                | 49.391  | 23,3 %  | + 9,9   | 3        | + 1     | Karen (Thurøe) Hansen, Flemming Hansen, Bo Kristensen |
| V. Venstre, Danmarks liberale Parti           | 32.377  | 15,3 %  | + 1,5   | 2        | + 1     | Britta Schall Holberg, Jens Skrumsager Skau           |
| F. Socialistisk Folkeparti                    | 19.376  | 9,1 %   | + 0,2   | 1        | -       | Lilli Gyldenkilde                                     |
| M. Centrum-Demokraterne                       | 11.096  | 5,2 %   | - 3,5   | 1        | -       | Niels Bollmann                                        |
| B. Det radikale Venstre                       | 10.504  | 5,0 %   | + 0,4   | 1        | -       | Jens Bilgrav-Nielsen                                  |
| Z. Fremskridtspartiet                         | 8.019   | 3,8 %   | - 7,1   |          | - 1     |                                                       |
| Q. Kristeligt Folkeparti                      | 7.662   | 3,6 %   | + 0,4   |          | -       |                                                       |
| E. Danmarks Retsforbund                       | 3.059   | 1,4 %   | + 0,1   |          | -       |                                                       |
| Y. Venstresocialisterne                       | 2.364   | 1,1 %   | + 0,0   |          | -       |                                                       |
| K. Danmarks kommunistiske Parti               | 889     | 0,4 %   | - 0,3   |          | -       |                                                       |
| I. Internationalen-Socialistisk Arbejderparti | 78      | 0,0 %   | - 0,0   |          | -       |                                                       |
| L. Marxistisk-Leninistisk Parti               | 38      | 0,0 %   | ny      |          | ny      |                                                       |
| A. Egedal Christoffersen                      | 36      | 0,0 %   | ny      |          | ny      |                                                       |
| Gyldige stemmer i alt                         | 212.298 | 212.298 | 212.298 | 212.298  | 212.298 | 212.298                                               |
| Afgivne stemmer i alt                         | 213.795 | 213.795 | 213.795 | 213.795  | 213.795 | 213.795                                               |
| Valgdeltagelse                                | 88,6 %  | 88,6 %  | + 6,0   | + 6,0    | + 6,0   | + 6,0                                                 |

Kilde

### Folketingsvalget 1981
| Liste                                         | Stemmer | Stemmer | +/-     | Mandater | +/-     | Valgte                                                        |
| --------------------------------------------- | ------- | ------- | ------- | -------- | ------- | ------------------------------------------------------------- |
| A. Socialdemokratiet                          | 64.888  | 33,3 %  | - 5,2   | 4        | -       | Henning Jensen, Bernhardt Tastesen, Torben Lund, Poul Nielson |
| V. Venstre, Danmarks liberale Parti           | 26.942  | 13,8 %  | - 1,6   | 1        | - 1     | Arne Christiansen                                             |
| C. Det konservative Folkeparti                | 26.203  | 13,4 %  | + 2,2   | 2        | + 1     | Karen (Thurøe) Hansen, Bo Kristensen                          |
| Z. Fremskridtspartiet                         | 21.184  | 10,9 %  | - 1,4   | 1        | - 1     | Leif Glensgård                                                |
| F. Socialistisk Folkeparti                    | 17.293  | 8,9 %   | + 4,2   | 1        | -       | Lilli H. Gyldenkilde                                          |
| M. Centrum-Demokraterne                       | 17.056  | 8,7 %   | + 5,2   | 1        | -       | Niels Bollmann                                                |
| B. Det radikale Venstre                       | 8.873   | 4,6 %   | - 0,1   | 1        | -       | Jens Bilgrav-Nielsen                                          |
| Q. Kristeligt Folkeparti                      | 6.218   | 3,2 %   | - 0,6   |          |         |                                                               |
| E. Danmarks Retsforbund                       | 2.557   | 1,3 %   | - 1,2   |          |         |                                                               |
| Y. Venstresocialisterne                       | 2.142   | 1,1 %   | - 0,7   |          |         |                                                               |
| K. Danmarks kommunistiske Parti               | 1.370   | 0,7 %   | - 0,6   |          |         |                                                               |
| R. Arbejderpartiet (KAP)                      | 188     | 0,1 %   | - 0,2   |          |         |                                                               |
| I. Internationalen-Socialistisk Arbejderparti | 89      | 0,0 %   | ny      |          | ny      |                                                               |
| Gyldige stemmer i alt                         | 195.003 | 195.003 | 195.003 | 195.003  | 195.003 | 195.003                                                       |
| Afgivne stemmer i alt                         | 196.122 | 196.122 | 196.122 | 196.122  | 196.122 | 196.122                                                       |
| Valgdeltagelse                                | 82,6 %  | 82,6 %  | - 3,1   | - 3,1    | - 3,1   | - 3,1                                                         |

Kilde

### Folketingsvalget 1979
| Liste                               | Stemmer | Stemmer | +/-     | Mandater | +/-     | Valgte                                                        |
| ----------------------------------- | ------- | ------- | ------- | -------- | ------- | ------------------------------------------------------------- |
| A. Socialdemokratiet                | 76.523  | 38,5 %  | + 2,1   | 4        | -       | Henning Jensen, Bernhardt Tastesen, Poul Nielson, Ole Thomsen |
| V. Venstre, Danmarks liberale Parti | 30.605  | 15,4 %  | - 1,0   | 2        | -       | Arne Christiansen, Peter Brixtofte                            |
| Z. Fremskridtspartiet               | 24.511  | 12,3 %  | - 3,6   | 2        | -       | Leif Glensgård, Ole Pilgaard Andersen                         |
| C. Det konservative Folkeparti      | 22.335  | 11,2 %  | + 4,2   | 1        | -       | Karen (Thurøe) Hansen                                         |
| B. Det radikale Venstre             | 9.365   | 4,7 %   | + 1,5   | 1        | + 1     | Jens Bilgrav-Nielsen                                          |
| F. Socialistisk Folkeparti          | 9.257   | 4,7 %   | + 2,1   | 1        | -       | Lilli Gyldenkilde                                             |
| Q. Kristeligt Folkeparti            | 7.511   | 3,8 %   | - 0,7   |          | -       |                                                               |
| M. Centrum-Demokraterne             | 6.886   | 3,5 %   | - 2,3   | 1        | -       | Niels Bollmann                                                |
| E. Danmarks Retsforbund             | 4.970   | 2,5 %   | - 0,7   |          | -       |                                                               |
| Y. Venstresocialisterne             | 3.559   | 1,8 %   | + 0,4   |          | -       |                                                               |
| K. Danmarks kommunistiske Parti     | 2.568   | 1,3 %   | - 1,6   |          | -       |                                                               |
| R. Arbejderpartiet KAP              | 607     | 0,3 %   | ny      |          | ny      |                                                               |
| Gyldige stemmer i alt               | 198.697 | 198.697 | 198.697 | 198.697  | 198.697 | 198.697                                                       |
| Afgivne stemmer i alt               | 200.038 | 200.038 | 200.038 | 200.038  | 200.038 | 200.038                                                       |
| Valgdeltagelse                      | 85,7 %  | 85,7 %  | - 2,9   | - 2,9    | - 2,9   | - 2,9                                                         |

Kilde

### Folketingsvalget 1977
| Liste                               | Stemmer | Stemmer | +/-     | Mandater | +/-     | Valgte                                                                 |
| ----------------------------------- | ------- | ------- | ------- | -------- | ------- | ---------------------------------------------------------------------- |
| A. Socialdemokratiet                | 69.808  | 36,4 %  | + 6,4   | 4        | + 1     | Henning Jensen, Karl Johan Mortensen, Bernhardt Tastesen, Poul Nielson |
| V. Venstre, Danmarks liberale Parti | 31.398  | 16,4 %  | - 12,4  | 2        | - 1     | Poul Hartling, Arne Christiansen                                       |
| Z. Fremskridtspartiet               | 30.467  | 15,9 %  | + 2,2   | 2        | -       | Leif Glensgård, Ole Pilgaard Andersen                                  |
| C. Det konservative Folkeparti      | 13.467  | 7,0 %   | + 3,2   | 1        | -       | Karen (Thurøe) Hansen                                                  |
| M. Centrum-Demokraterne             | 11.189  | 5,8 %   | + 3,9   | 1        | + 1     | Niels Bollmann                                                         |
| Q. Kristeligt Folkeparti            | 8.584   | 4,5 %   | - 2,2   |          | - 1     |                                                                        |
| B. Det radikale Venstre             | 6.242   | 3,2 %   | - 2,7   |          | - 1     |                                                                        |
| E. Danmarks Retsforbund             | 6.122   | 3,2 %   | + 1,4   |          | -       |                                                                        |
| K. Danmarks kommunistiske Parti     | 5.673   | 2,9 %   | - 0,1   |          | -       |                                                                        |
| F. Socialistisk Folkeparti          | 5.073   | 2,6 %   | - 0,8   | 1        | + 1     | Lilli Gyldenkilde                                                      |
| Y. Venstresocialisterne             | 2.634   | 1,4 %   | + 0,4   |          | -       |                                                                        |
| P. Pensionistpartiet                | 1.386   | 0,7 %   | ny      |          | ny      |                                                                        |
| Gyldige stemmer i alt               | 192.007 | 192.007 | 192.007 | 192.007  | 192.007 | 192.007                                                                |
| Afgivne stemmer i alt               | 193.121 | 193.121 | 193.121 | 193.121  | 193.121 | 193.121                                                                |
| Valgdeltagelse                      | 88,6 %  | 88,6 %  | - 0,1   | - 0,1    | - 0,1   | - 0,1                                                                  |

Kilde

### Folketingsvalget 1975
| Liste                               | Stemmer | Stemmer | +/-     | Mandater | +/-     | Valgte                                                   |
| ----------------------------------- | ------- | ------- | ------- | -------- | ------- | -------------------------------------------------------- |
| A. Socialdemokratiet                | 56.861  | 30,0 %  | + 3,2   | 3        | -       | Karl Johan Mortensen, Henning Jensen, Bernhardt Tastesen |
| V. Venstre, Danmarks Liberale Parti | 54.603  | 28,8 %  | + 13,0  | 3        | + 1     | Poul Hartling, Arne Christiansen, Jeppe Kristensen       |
| Z. Fremskridtspartiet               | 25.911  | 13,7 %  | - 3,2   | 2        | -       | Leif Glensgård, Hans Bjergegaard                         |
| Q. Kristeligt Folkeparti            | 12.778  | 6,7 %   | + 0,8   | 1        | -       | Svend Erik Sørensen                                      |
| B. Det radikale Venstre             | 11.125  | 5,9 %   | - 5,3   | 1        | -       | Jens Bilgrav-Nielsen                                     |
| C. Det konservative Folkeparti      | 7.302   | 3,8 %   | - 3,4   | 1        | -       | Karen Thurøe Hansen                                      |
| F. Socialistisk Folkeparti          | 6.402   | 3,4 %   | - 0,6   |          | - 1     |                                                          |
| K. Danmarks kommunistiske Parti     | 5.693   | 3,0 %   | + 1,0   |          | -       |                                                          |
| M. Centrum-Demokraterne             | 3.622   | 1,9 %   | - 4,7   |          | - 1     |                                                          |
| E. Danmarks Retsforbund             | 3.335   | 1,8 %   | - 1,0   |          | -       |                                                          |
| Y. Venstresocialisterne             | 1.944   | 1,0 %   | + 0,2   |          | -       |                                                          |
| Elmer Mariager                      | 14      | 0,0 %   | ny      |          | ny      |                                                          |
| Erik Holm                           | 7       | 0,0 %   | ny      |          | ny      |                                                          |
| Gyldige stemmer i alt               | 189.597 | 189.597 | 189.597 | 189.597  | 189.597 | 189.597                                                  |
| Afgivne stemmer i alt               | 190.659 | 190.659 | 190.659 | 190.659  | 190.659 | 190.659                                                  |
| Valgdeltagelse                      | 88,7 %  | 88,7 %  | + 0,3   | + 0,3    | + 0,3   | + 0,3                                                    |

Kilde

### Folketingsvalget 1973
| Liste                               | Stemmer | Stemmer | +/-     | Mandater | +/-     | Valgte                                                   |
| ----------------------------------- | ------- | ------- | ------- | -------- | ------- | -------------------------------------------------------- |
| A. Socialdemokratiet                | 50.204  | 26,8 %  | - 12,0  | 3        | - 2     | Henning Jensen, Karl Johan Mortensen, Bernhardt Tastesen |
| Z. Fremskridtspartiet               | 31.689  | 16,9 %  | ny      | 2        | ny      | Leif Glensgård, Hans Bjergegaard                         |
| V. Venstre, Danmarks liberale Parti | 29.669  | 15,8 %  | - 5,4   | 2        | - 1     | Poul Hartling, Arne Christiansen                         |
| B. Det radikale Venstre             | 20.976  | 11,2 %  | - 2,4   | 1        | - 1     | Jens Bilgrav-Nielsen                                     |
| C. Det konservative Folkeparti      | 13.531  | 7,2 %   | - 5,5   | 1        | - 1     | Karen (Thurøe) Hansen                                    |
| M. Centrums-Demokraterne            | 12.373  | 6,6 %   | ny      | 1        | ny      | Hans Jørgen Iversen                                      |
| Q. Kristeligt Folkeparti            | 11.066  | 5,9 %   | + 3,2   | 1        | + 1     | Jens Møller                                              |
| F. Socialistisk Folkeparti          | 7.412   | 4,0 %   | - 2,5   | 1        | -       | Grete Westergaard                                        |
| E. Danmarks Retsforbund             | 5.294   | 2,8 %   | + 0,9   |          | -       |                                                          |
| K. Danmarks kommunistiske Parti     | 3.846   | 2,0 %   | + 1,1   |          | -       |                                                          |
| Y. Venstresocialisterne             | 1.469   | 0,8 %   | + 0,1   |          | -       |                                                          |
| Gyldige stemmer i alt               | 187.529 | 187.529 | 187.529 | 187.529  | 187.529 | 187.529                                                  |
| Afgivne stemmer i alt               | 188.561 | 188.561 | 188.561 | 188.561  | 188.561 | 188.561                                                  |
| Valgdeltagelse                      | 88,4 %  | 88,4 %  | + 0,8   | + 0,8    | + 0,8   | + 0,8                                                    |

Kilde

### Folketingsvalget 1971
| Liste                               | Stemmer | Stemmer | Mandater | Valgte                                                                                |
| ----------------------------------- | ------- | ------- | -------- | ------------------------------------------------------------------------------------- |
| A. Socialdemokratiet                | 68.745  | 38,8 %  | 5        | Karl Johan Mortensen, Henning Jensen, Bernhardt Tastesen, Poul Nielson, Harris Jensen |
| V. Venstre, Danmarks liberale Parti | 39.350  | 22,2 %  | 3        | Poul Hartling, Merete Bjørn Hanssen, Arne Christiansen                                |
| B. Det radikale Venstre             | 24.125  | 13,6 %  | 2        | Jens Bilgrav-Nielsen, Ole Samuelsen                                                   |
| C. Det konservative Folkeparti      | 22.424  | 12,7 %  | 2        | Niels Ravn, Karen (Thurøe) Hansen                                                     |
| F. Socialistisk Folkeparti          | 11.463  | 6,5 %   | 1        | Grete Westergaard                                                                     |
| Q. Kristeligt Folkeparti            | 4.722   | 2,7 %   |          |                                                                                       |
| E. Danmarks Retsforbund             | 3.297   | 1,9 %   |          |                                                                                       |
| K. Danmarks kommunistiske Parti     | 1.521   | 0,9 %   |          |                                                                                       |
| Y. Venstresocialisterne             | 1.300   | 0,7 %   |          |                                                                                       |
| Gyldige stemmer i alt               | 176.947 | 176.947 | 176.947  | 176.947                                                                               |
| Afgivne stemmer i alt               | 178.196 | 178.196 | 178.196  | 178.196                                                                               |
| Valgdeltagelse                      | 87,6 %  | 87,6 %  | 87,6 %   | 87,6 %                                                                                |

Kilde

## Referenceliste
1. ↑  http://www.dst.dk/Site/Dst/Udgivelser/GetPubFile.aspx?id=20331&sid=valg2005
2. 1 2  http://www.dst.dk/Site/Dst/Udgivelser/GetPubFile.aspx?id=20329&sid=valg1998
3. ↑  http://www.dst.dk/Site/Dst/Udgivelser/GetPubFile.aspx?id=20328&sid=valg1994
4. ↑  http://www.dst.dk/Site/Dst/Udgivelser/GetPubFile.aspx?id=20327&sid=valg1990
5. ↑  http://www.dst.dk/pubfile/20199/valg1988
6. ↑  http://www.dst.dk/Site/Dst/Udgivelser/GetPubFile.aspx?id=20200&sid=valg1987
7. ↑  http://www.dst.dk/pubfile/20201/valg1984
8. ↑  http://www.dst.dk/Site/Dst/Udgivelser/GetPubFile.aspx?id=20202&sid=valg1981
9. ↑  http://www.dst.dk/Site/Dst/Udgivelser/GetPubFile.aspx?id=20203&sid=valg1973
10. ↑  http://www.dst.dk/Site/Dst/Udgivelser/GetPubFile.aspx?id=20204&sid=valg1977
11. ↑  http://www.dst.dk/Site/Dst/Udgivelser/GetPubFile.aspx?id=20205&sid=valg1975
12. ↑  http://www.dst.dk/Site/Dst/Udgivelser/GetPubFile.aspx?id=20206&sid=valg1973
13. ↑  http://www.dst.dk/Site/Dst/Udgivelser/GetPubFile.aspx?id=20207&sid=valg1971